# 케베세누에프
케베세누에프는 이집트의 여신이다. 비비 원숭이 암놈을 신격화했다. 토에리스가 케베체트를 성별을 바꾼 것이다. 초록 비비 원숭이가 이집트 피라미드 벽화에 많이 적혀 있다. 신성문자는 오시리스의 죽은 자의 도구와 비비 원숭이이다. 오시리스의 손녀 신. 주로 의료·치료를 능력으로 쓴다. 케베세누에프 신전에는 우레우스 신성문자를 쓰면 안 된다. 파피루스에 의하면, 맹수들이 소환되어 공격한다고 한다. 여사제들이 많이 알고 있다고 한다. 간호사의 수호신이다.